# Michael Gaitanides
Michael Gaitanides (* 6. November 1942 in Potsdam) ist ein deutscher Ökonom. Er ist nach Wahrnehmung einer Professur an der Universität Hamburg (1979–1981) seit 1981 Professor für Betriebswirtschaftslehre insbesondere Organisationstheorie an der Helmut-Schmidt-Universität der Bundeswehr in Hamburg. Seitdem hat er mehrere Rufe auf Professuren mit vergleichbarer Widmung erhalten.

## Wirken
Nach einer kaufmännischen Lehre bei Siemens und BWL-Studium in München promovierte er 1973 bei Louis Perridon an der Universität Augsburg mit einer Arbeit „Industrielle Arbeitsorganisation und technische Entwicklung“. Er habilitierte sich 1978 bei Wolfgang H. Staehle und Heiner Müller-Merbach an der Technischen Hochschule Darmstadt mit einer Arbeit, die sich den methodologischen Problemen von impliziten Vorentscheidungen bei der Konstruktion und Nutzung von Entscheidungsmodellen widmete. 
Seine Forschungsschwerpunkte liegen unter anderen auf dem Gebiet des „Prozessmanagement“. Das Prozesskonzept wurde von ihm 1983 mit seinem Buch „Prozessorganisation“ als alternatives Gestaltungskonzept zur funktions- und produktorientierten Organisation erstmals vorgestellt. Das Buch, das in der 3. Auflage erschienen ist, befasst sich mit Entwicklung, Ansätzen und Programmen des Managements von Geschäftsprozessen. Erst zehn Jahre nach dem Erscheinen der 1. Auflage fand die Idee prozessorientierter Organisationsgestaltung durch das Buch „Reengineering the Corporation“ von Hammer/Champy weltweit Verbreitung.
Neben seiner wissenschaftlichen Arbeit war er im Wissenschaftsmanagement tätig, so als Vorsitzender der wissenschaftlichen Kommission „Organisation“ im Verband der Hochschullehrer für Betriebswirtschaft e. V. oder als Schriftleiter der „Zeitschrift Führung + Organisation (zfo)“.

## Werke (Auswahl)
- Prozessorganisation: Entwicklung, Ansätze und Programme des Managements von Geschäftsprozessen. Vahlen 2007, ISBN 3-800-64217-4.
- Mit Rainer Scholz, Alwin Vrohlings, Max Raster: Prozeßmanagement – Konzepte, Umsetzungen und Erfahrungen des Reengineering.  Hanser Fachbuch 1994, ISBN 3-446-17715-9